# Banket u Blitvi
Banket u Blitvi je politički roman Miroslava Krleže napisan u tri dijela koji su objavljeni 1938., 1939. i 1963. godine. Preveden je na više stranih jezika.

## Radnja i struktura
Radnja je smještena u Blitvu, fiktivnu zemlju na sjeveroistoku Europe, koja je nakon stoljeća tuđinske vlasti i političke nestabilnosti postala samostalna država pod diktatorskom vlašću okrutnog pukovnika Barutanskog. Priča prva dva dijela bavi se povijesnim i političkim temama Blitve i dvama istaknutim suvremenim ličnostima: diktatorom Kristijanom Barutanskim i odmetnutim intelektualcem Nielsom Nielsenom. Treći dio, napisan znatno kasnije, ponajviše se koncentrira na Nielsenov život disidenta, njegove osobne nedoumice te razna pitanja iz prošlosti i sadašnjosti koja ga počinju progoniti.
Djelo je kritički prikaz situacije iz međuratnog doba kad su Europu potresali nacionalistički nemiri, iredentizam, ratobornost državnih vođa, zatiranje građanskih sloboda i propadanje demokracije pred rastućim totalitarizmom. Iako mnogi čitatelji u priči prepoznaju situacije i ličnosti iz monarhističke Jugoslavije, Krleža je u tekstu objavljenom povodom izdanja trećeg dijela objasnio da je roman inspiriran atmosferom koja je tada prevladavala u cijeloj Europi, a likovi ne simboliziraju nikakve stvarne ličnosti nego tipične predstavnike određenih društvenih skupina i svjetonazora.  
Roman obiluje esejističkim ulomcima u kojima se obrađuju razne teme, ne samo iz europske povijesti i politike, nego i one filozofske poput odgovornosti, morala, Boga, bitka, prirode, umjetnosti, smisla života, smrti i ljudske sudbine.  Djelo je prilikom objavljivanja prošlo prilično nezapaženo, ali je naknadno steklo popularnost i prevedeno je na nekoliko jezika.

## Poglavlja

#### 1. knjiga
- "Neka vrsta prologa ili sentimentalne varijacije o blitvijskom pitanju kroz vjekove"
- 1. Otvoreno pismo doktora Nielsena pukovniku Barutanskom
- 2. Odgovor pukovnika Barutanskog
- 3. U panici
- 4. Mrtvac na izletu
- 5. Larsenov nokturno
- 6. Kod Dominika
- 7. Trijumf Rajevskoga

#### 2. knjiga
- 1. Panika na Beaurengardu
- 2. Događaji plove punom parom
- 3. Valse de la mort
- 4. I melankolija može da provali iz čovjeka kao lava
- 5. U Blatviji

#### 3. knjiga
- 1. Hotel Savoy
- 2. Relikvijem za Karlinu
- 3. Čajanka u gardi
- 4. Kerinis na Belvederu
- 5. Vigilija na Beauregardu
- 6. Kontrapunkt Egona Blithauera
- 7. Put u Koromandiju
- 8. U hotelu Meduza
- 9. Barutanski na konju
- 10. Nad odrom Barutanskoga
- 11. Ostvarenje ideala
- 12. Epilog[1]